# Volcán Huequi
Huequi es un estratovolcán localizado en la Región de los Lagos en Chile cerca de los poblados de Huequi Huinay y Caleta Gonzalo. Se ubica en lo que es el centro del golfo de Ancud. Tiene una elevación de 1318 metros. Tiene una cima pronunciada y se dice que fue "fumada" en la década de 1950 y está formada por un complejo de Domos de lava situado en una depresión de origen incierto, un domo de lava postglacial y un volcán hecho de Porcelana en el Pleistoceno con conos parásitos del Holoceno.

## Erupciones
Una sola  Erupción volcánica fue presenciada en Huequi 1920 en la que provocó caída de piroclasto y el desplazamiento de una de sus laderas hacia el río Huequi.
Luis Risopatrón informa en su Diccionario Jeográfico de Chile de 1924:: 410 
Huequi (Volcan) 42° 20' 72° 40'. Termina en un picacho ceniciento en forma de aguja, un tanto inclinado hácia el N i se levanta a 1 050 m de altitud, en la parte central de la península del mismo nombre, del golfo de Ancud; en 1890 desparramó una lluvia de ceniza i piedra pómez, que alcanzó desde las islas Chauques hasta la Arjentina. Ha dado señales de mucha actividad en 1893, 1896 i 1900 i en los últimos años se le ha visto lanzar humo por momentos, en forma de esplosiones. 1, XXI, p. 101, 233, 234 i 392 i carta 69; i XXIX, carta 157: i 65, p. 267; Hueque en 1, XXI, p. 73; i Huequen en 61, XCII, p. 183; 112, p. 15; 134; i 156.